# Le Journal du lutin
Le Journal du lutin est une série de bande dessinée.
- Scénario, dessins et couleurs: Allan Barte

Le Journal du lutin est "la version papier" de La Vie du Lutin.

## Synopsis
Il s'agit du journal d'un gamin de huit ans, Victor, gribouillant son quotidien ainsi que ses petites « blagounettes » sous forme dessinée. Des dessins assez naïfs, bourrés de fautes d'orthographe sur des cahiers d'écoliers.

## Albums
- Tome 1 (2006)
- Tome 2 (2007)

## Publication
- Delcourt (Collection Shampooing) : Tomes 1 et 2 (première édition des tomes 1 et 2).